# Twinkle (sångare)
Lynn Annette Ripley, känd under artistnamnet Twinkle, född 15 juli 1948 i Surbiton i London, död 21 maj 2015 på Isle of Wight, var en brittisk sångerska. Hon slog igenom 1964 med sången "Terry". Hon hade några hits fram till 1966.

## Diskografi
- Terry/ The Boy Of My Dreams
- Golden Lights/ Ain't Nobody Home But Me
- Tommy/ So Sad
- Poor Old Johnny/ I Need Your Hand In Mine
- The End Of The World/ Take Me To The Dance
- What Am I Doing Here With You/ Now I Have You
- Micky/ Darby And Joan